# Rattle and Hum
Rattle & Hum je šesti album irske rock skupine U2, ki je izšel leta 1988 pri založbi Island Records, in istoimenski film, ki prikazuje skupino na turneji Joshua Tree Tour.

## Seznam pesmi
1. "Helter Skelter" (live) – 3:07
2. "Van Diemen's Land" – 3:05
3. "Desire" – 2:59
4. "Hawkmoon 269" – 6:22
5. "All Along the Watchtower" (live) – 4:24
6. "I Still Haven't Found What I'm Looking For" (live) – 5:53
7. "Freedom for My People" – 0:38
8. "Silver and Gold" (live) – 5:49
9. "Pride (In the Name of Love)" (live) – 4:27
10. "Angel of Harlem" – 3:49
11. "Love Rescue Me" – 6:24
12. "When Love Comes to Town" – 4:15
13. "Heartland" – 5:03
14. "God Part II" – 3:15
15. "The Star Spangled Banner" – 0:43
16. "Bullet the Blue Sky" (live) – 5:36
17. "All I Want Is You" – 6:30